# 棱晶烷
棱晶烷（英語：Prismane）是一种多环桥烃，其分子式为C6H6。它是苯的一种价键异构体，分子中六个碳原子以三棱柱结构键合成四环桥烃。棱晶烷最早由德国化学家阿尔贝特·拉登堡于1868年提出，因此也被称为拉登堡苯（Ladenburg benzene），但该物质直至1973年才成功被合成。

## 历史
在19世纪中期，许多化学家基于苯的经验式C6H6假设了的许多假想结构（该经验式后来通过燃烧分析被验证）。第一个经验式是由凯库勒在1865年提出的苯的交替结构，也最接近苯的真实结构。其他诸如拉登堡提出的棱晶烷、詹姆斯·杜瓦提出的杜瓦苯、克劳斯提出的克劳斯苯等等，这些假想结构中有的在后续研究中被成功合成，而有些则停留在理论阶段，成为历史的一部分。

## 性质
棱晶烷在室温是无色液体，同一个环丙烷结构中的C-C键角有从109°到60°的偏差，因而分子有高应变能而不稳定。棱晶烷的键能低，易爆炸，只需要较低的活化能就会断开C-C键，因而合成该分子十分困难。伍德沃德与霍夫曼曾指出，棱晶烷在热力学上重排为苯的过程是对称性禁阻的，并将其比作是“一个愤怒又无法冲出纸笼的老虎”。考虑棱晶烷的应变能和苯的芳香性稳定化能，该分子的稳定性据估计比苯低90 kcal/mol，但如此高放热的转化过程需要约33 kcal/mol的活化能，这些因素使棱晶烷可以在室温下存在，并具有爆炸性。
棱晶烷的六甲基取代衍生物有更高的稳定性，可能是取代基间的非键作用增加了分子的动力学稳定性，该分子在1966年通过重排反应被合成。

## 合成

棱晶烷的合成

棱晶烷的合成从盆苯(1)和4-苯基-1,2,4-三唑-3,5-二酮(2)开始，后者是一种强亲二烯体。该反应是分步的类狄尔斯-阿尔德反应，形成了碳正离子中间体，加合产物(3)在碱性条件下水解，随后用酸性氯化铜(II)转化为相应衍生物。在用强碱中和后，得到的偶氮化合物(5)可以结晶分离，至此收率约65%。最后一步是偶氮结构的光解，得到棱晶烷(6)和氮气，产率低于10%，通过制备型气相色谱法分离。

## 另見
- 名稱獨特的化學物質列表

## 备注
1. ↑  参考分子轨道对称守恒原理